# 仁庄镇
仁庄镇，是中华人民共和国浙江省丽水市青田县下辖的一个乡镇级行政单位。

## 行政区划
仁庄镇下辖以下地区：
第一社区、第二社区、第三社区、吴岸村、应庄垟村、塘古村、雅林村、八源村、横培村、垟心村、东坪村、夏严村、莲头村、垟坑村、小令村、石砻村、南木宕村、孙山村、仁庄村、新彭村、冯垟村、罗溪村和林山村。